# لويس إيه. بيرنهام
لويس إيفريت بيرنهام (بالإنجليزية: Louis Everett Burnham) (29 من مواليد سبتمبر عام 1915 - 12 فبراير عام 1960)، ناشط وصحفي أمريكي من أصل أفريقي. منذ أيام دراسته الجامعية، وحتى سن الرشد، شارك بيرنهام في أنشطة تؤكد على المساواة العِرقية من خلال العديد من المنظمات اليسارية والحملات والمنشورات في كل من شمال وجنوب الولايات المتحدة، لا سيما في مدينتي نيويورك وبرمنغهام، ألاباما.

## سيرته الذاتية

### مدينة نيويورك
في منتصف ثلاثينيات القرن العشرين، انخرط بيرنهام في احتجاجات هارلم واسعة النطاق التي أُثيرت ضد الحرب الإيطالية الإثيوبية الثانية عام 1935، إلى جانب القرار الظالم الذي أُلحق بفتية سكوتسبورو بعد الحكم عليهم بالإعدام بتهمة كاذبة باغتصاب امرأتين من ذوات البشرة البيضاء. خلال هذه الفترة، انضم بيرنهام إلى الرابطة الشيوعية الشابة والحزب الشيوعي الأمريكي (سي بي يو إس إيه). اشتهر الحزب الشيوعي الأمركي على نطاق واسع بمعارضته للعنصرية والعزل العنصري، خاصة بعد تنظيمه ملف الدفاع القانوني لصالح فتية سكوتسبور. (كان لدى بيرنهام التزامات أيديولوجية مساوية للماركسية الشيوعية واللينينية. تأثر بيرنهام بنفس القدر بالمهاتما غاندي و دو بويز وقضايا معاداة الاستعمارية، على سبيل المثال، اقترح في عام 1944 تشكيل حزب سياسي من السُّود يمثل «اللاعنف وعدم التعاون».) في عام 1939، انضم بيرنهام إلى مؤتمر الشباب الزنوج الجنوبيين (إس إن واي سي) ليحصل على منصب الأمين العام التنظيمي في عام 1941.
في ربيع وصيف عام 1939، اصطحب بيرنهام المؤرخ هربرت أبثيكر معه في رحلة تنظيمية إلى الجنوب. كان أبثيكر قد نشر العديد من المقالات حول ثورات الرقيق السُّود إلى جانب أنه درَّس في مدرسة العمال في نيويورك حيث التقى بيرنهام. تمثل هدف بيرنهام في جلب العاملين الميدانيين في مجال التبغ إلى الاتحاد الدولي لعمال التبغ. مستقلين سيارة بيرنهام، سافر الاثنان إلى فرجينيا ونورث كارولينا وجورجيا وتينيسي. حملا مئات النسخ من كتيبين من كتابة أبثيكر، كان أحدهما عن ثورات الرقيق السُّود والآخر عن مشاركة السُّود في الحرب الأهلية. رتَّب بيرنهام محاضرة لأبثيكر ليتحدث فيها عن مقاومة السُّود ضد العبودية أثناء تنظيمه للاجتماعات في المدن والبلدات على طريقهما. ثم في النهاية بيعت جميع الكتيبات.
في عام 1940، ترشح بيرنهام للحصول على بطاقة حزب العمال الأمريكي لجمعية ولاية نيويورك، لكنه هُزم أمام عضو الجمعية الديمقراطية لأربع فترات ويليام ت. أندروز، وحصل على حوالي 9.5% من الأصوات (أي أكثر من 3100) في منطقة هارلم حيث كان الرئيس فرانكلين دي روزفلت. في عام 1941، عقد بيرنهام قرانه على دوروثي تشالينور، وهي قائدة ناشطة شابة سوداء درست علم الأحياء في كلية بروكلين. كان انتقالهما إلى برمنغهام، التي أصبحت مقرًا لمؤتمر الشباب الجنوبيين، جزءًا من جهودهما لمعارضة العزل العنصري من أجل تنظيم الشباب السُّود. كانت جهود بيرنهام لتنظيم الشباب السُّود الجنوبيين من خلال المؤتمر أكثر فاعلية بكثير مما كانت عليه عبر اتحاد الطلاب الأمريكيين (إيه إس يو) حيث كان هؤلاء الشباب أكثر ميلًا إلى الوثوق بمنظم قادم من منظمة للسّود من منظمة يغلب عليها البيض. شجع الحزب الشيوعي الأمريكي الأزواج الشيوعيين السُّود من بين أعضائه، من بينهم عائلة بيرنهام، على النظر في سياسات الحياة الشخصية، وبالتالي توقع حركة لاحقة للنسوية تحمل شعار «الشخصي سياسي». ردًا على ذلك، شارك بيرنهام ورجال آخرون في الأعمال المنزلية وتربية الأطفال مثلما دعا الحزب الشيوعي.
في أكتوبر عام 1941، أصبح بيرنهام محررًا مشاركًا لمجلة كافالكاد: ذا مارش أوف ساوثيرن نيغرو يوث التابعة للحزب الشيوعي الأمريكي، جنبًا إلى جنب مع محررتها الأصلية، أوغوستا جاكسون، التي أصبح اسمها لاحقًا أوغوستا سترونغ بعد زواجها من أحد مؤسسي الحزب، إدوارد سترونغ. عكس عدد أكتوبر موقف المجلة السابق المناهض للحرب، بالتزامن مع هجوم ألمانيا المفاجئ في زمن الحرب على الاتحاد السوفييتي. عادةً ما تضمنت القضايا الفن أو الروايات القصيرة أو الشعر، مع التركيز المستمر على الصعوبات التي تواجه السكان السُّود الجنوبيين الريفيين إلى حد كبير.

## عائلته
دافعت زوجة بيرنهام، دوروثي بيرنهام، بنشاط عن العدالة الاجتماعية وقت زواجهما، وواصلت ذلك طوال حياتها إلى جانب تقديمها مساهمات ملحوظة في التعليم العام والحقوق المدنية وحقوق المرأة وتعزيز المساواة العِرقية والاقتصادية. بعد وفاة زوجها، أصبحت قائدة نشطة في المنظمة الوطنية للمرأة من أجل المساواة العِرقية والاقتصادية، وكذلك مع منظمة الأخوات ضد العزل العنصري في جنوب أفريقيا ومنظمة جيمز آند جندر والرابطة النسائية الدولية للسلام والحرية؛ بالإضافة إلى ذلك، عملت في مجلس إدارة فريدوموايز وكتبت لها. أصبحت عضوًا في هيئة التدريس في كلية هوستوس المجتمعية ودرست لاحقًا علم الأحياء والمواد ذات الصلة في جامعة مدينة نيويورك. تم الاحتفال بعيد ميلادها 107 في مجلة نيويورك أمستردام نيوز.
تدعى ابنتهما الكبرى كلوديا بيرنهام. تعمل ابنتهما مارجريت بيرنهام أستاذة قانون وناشطة في مجال العدالة العِرقية وقاضية سابقة في ولاية ماساتشوستس. تعمل ابنتهما ليندا بيرنهام صحفية وناشطة في مجال حقوق المرأة، لا سيما فيما يتعلق بالنساء من ذوات البشرة الملونة. أصبح ابنهما تشارلز بيرنهام عازف كمان.